# La Unión (El Salvador)
La Unión é um município e a capital do departamento homônimo, em El Salvador.